# ۳۹۰ (پیش از میلاد)
۳۹۰ (پیش از میلاد) ۳۹۰مین سال قبل از تقویم میلادی است.